# BRIO

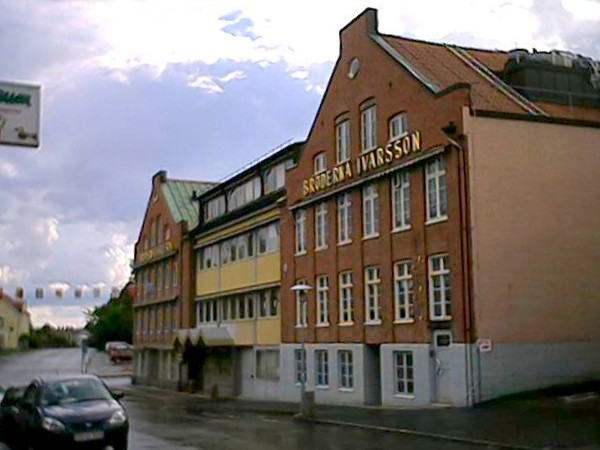
BRIO公司在奧斯比（Osby）的據點

BRIO是一家成立於瑞典的玩具公司。創立者伊瓦·本特森（Ivar Bengtsson）原先是從事籃子製造，後在瑞典南部的奧斯比（Osby）轉做玩具製造。在1908年，伊瓦的三個兒子繼承其事業並成立 BRIO ，是 Bröderna Ivarsson [at] Osby 的縮寫，意即在奧斯比的伊瓦兄弟。時至今日，所生產的玩具仍以原木為材料，一世紀始終在奧斯比從事玩具的設計。
在1984年該公司創立了 BRIO Lekoseum ，一個以 BRIO 玩具為主軸的玩具博物館（同時有像馬克林（Märklin）或是芭比娃娃等公司），位於BRIO在奧斯比的總部，孩童們可以自由地嘗試與把玩。

## 產品
一些BRIO著名的產品：

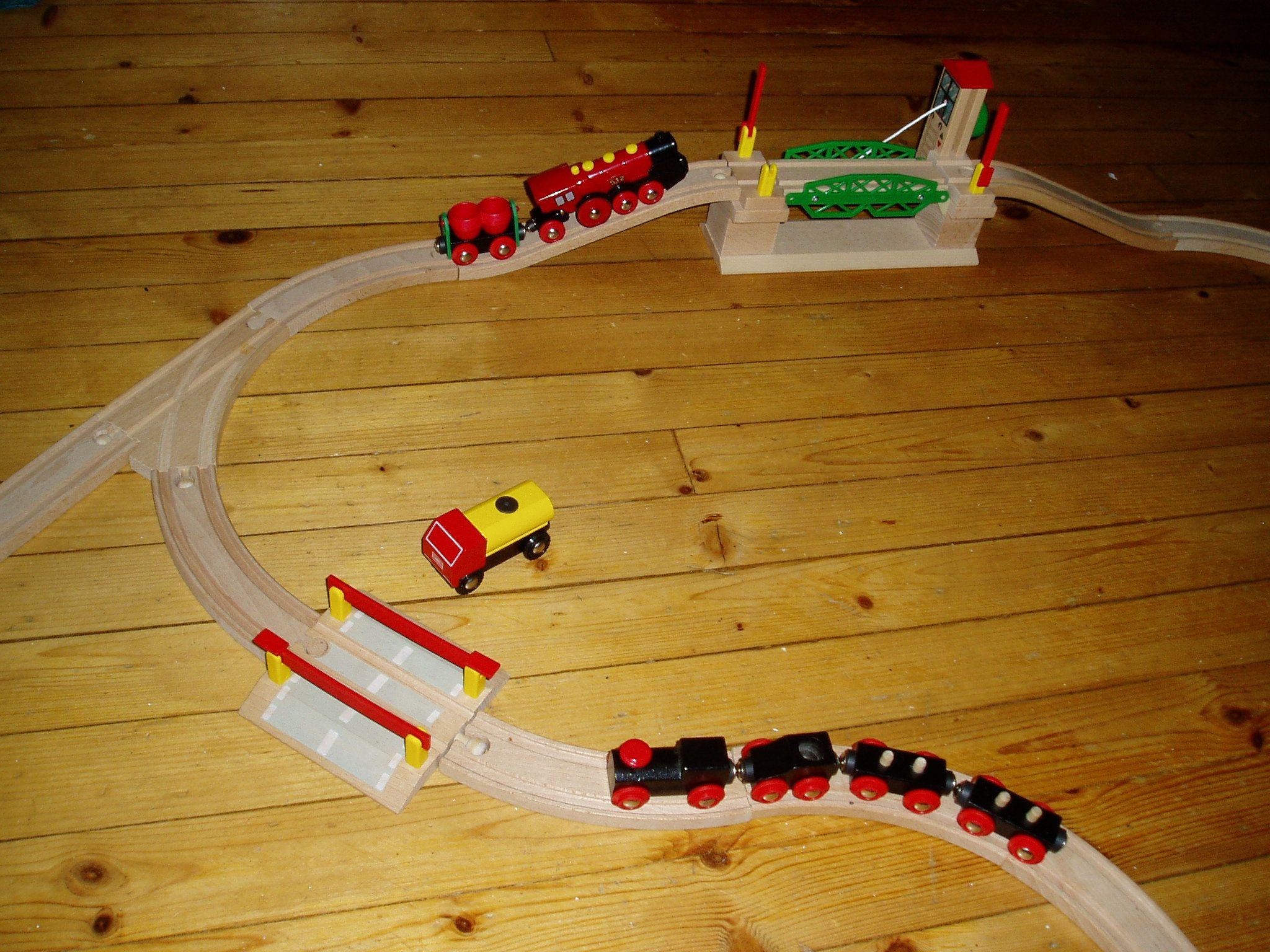
在軌道上的BRIO木製火車

- 自1958年開始於歐洲銷售的木製玩具火車。它們適合年齡較小的孩童，當時並不使用電力。隨著時間推進，各種動力方式紛紛出現，如：電池、遙控、高智能的軌道。
- BRIO擁有湯姆仕火車（Thomas the Tank Engine）在部分歐洲地區的銷售權。
- 長期以來，薄木縫翼與均勻間隔洞是用一種五顏六色塑膠扣件（fasteners）連接在一起的。年幼的孩童也能建立穩固的、細密的鐵路系統。

許多競爭者，如削徑鐵路公司（Whittle Shortline）便生產合乎BRIO尺寸的軌道。而BRIO在瑞典製造且使用高品質木材使得BRIO的玩具比起市價來的較高。

## 相關網站
- BRIO US – BRIO美國官方網站
- BRIO corporate homepage（页面存档备份，存于） – 各國家與語言的BRIO網站
- 在www.brio.net（页面存档备份，存于） 搜尋"Lekoseum"便能線上遊覽"Brio玩具博物館"。
- Wooden Train Manufacturers – 其他與BRIO合作生產木火車的公司網站